# Charles Frederick Field
Charles Frederick Field (1805–1874) fut un officier de la police britannique travaillant à Scotland Yard, et qui, après avoir pris sa retraite du service public, devint détective privé. Field est sans doute plus connu pour avoir servi de modèle à l'inspecteur Bucket dans La Maison d'Âpre-Vent de Charles Dickens.

## Biographie
Fils d'un tenancier de pub à Chelsea, il se destinait à la scène, mais les difficultés financières de sa famille le contraignirent à rejoindre les rangs de la Metropolitan Police lors de sa création en 1829,. Entré avec le grade de sergeant, il franchit rapidement les échelons et devint inspecteur aux entrepôts de Woolwich. Vers 1846, il fut recruté au service des enquêtes criminelles qu'il quitta lors la cessation normale de ses fonctions en 1852.

### Relations avec Dickens et la presse
Charles Dickens a été fasciné par le développement de la police urbaine à Londres et il lui arrivait d'accompagner les agents de la paix (constables) en leur tournées nocturnes. C'est ainsi que l'inspecteur Field et lui se lièrent d'amitié, si bien qu'en 1851, Dickens écrivit un court essai sur l'homme et son travail quotidien (On Duty with Inspector Field. Aussi est-il presque certain que Field lui a servi de modèle pour son inspecteur Bucket dans Bleak House, ce que l'auteur a commenté sans le démentir dans un article au Times. Il est également vraisemblable que R. D. Blackmore, ait lui aussi fondé son inspecteur John Cutting sur le même modèle pour son roman Clara Vaughan (1864).
La presse s'est entichée de l'inspecteur Field qu'elle a souvent présenté comme un héros ; Dickens lui-même s'est joint au chœur de ses admirateurs avec deux articles publiés dans Household Words, consacrés aux aventures et aux exploits de ce nouveau genre de détective ; si les faits qu'il rapporte semblent réels, les noms ont été changés, l'inspecteur étant baptisé Wield, ce qui ne trompe personne. Sa description de Wield/Field correspond en tous points à celle de l'inspecteur Bucket : « un homme d'âge mûr, l'air imposant, l'œil vif, grand-ouvert et humide, la voix rauque, et l'habitude de souligner ses paroles de l'index, qu'il a fort et gros, constamment à hauteur du nez ou de la bouche. »

### Après sa retraite

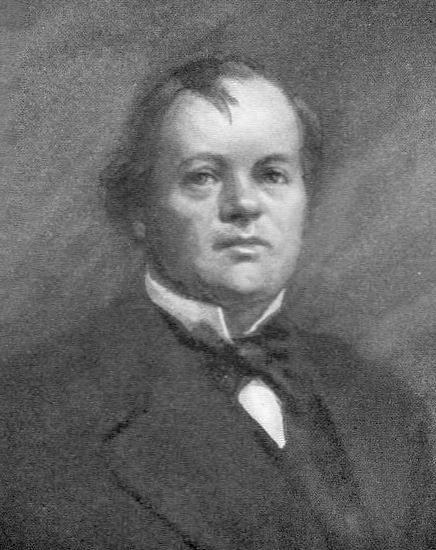
William Palmer.

Après sa retraite, Field fit de nouveau parler de lui dans la presse le 2 février 1856 alors que le supplément du Illustrated News of the World consacre ses pages au procès de William Palmer de Rugeley, Staffordshire, dans le centre-Nord de l'Angleterre, accusé d'avoir empoisonné trois personnes,. Bien que Field fût alors à la retraite, le magazine se réfère toujours à lui en tant « qu'inspecteur Field », comme s'il faisait encore partie du service actif, rappelant les faits marquants de sa carrière où il apparaît qu'il a déjà eu affaire avec le Dr Palmer pour de supposées malversations financières et un lourd passif.
Le fait que le grade de l'inspecteur fût constamment rappelé alors qu'il était désormais un détective privé choqua les autorités qui instruisirent deux enquêtes sur ses activités et firent suspendre sa pension pendant quatre mois en 1861. Quatre ans plus tard, en 1865, Sir George Grey, the ministre de l'intérieur (Home Secretary) libéral classa l'affaire, mais Field avait déjà cessé ses activités de détective privé.
Field est connu pour avoir souvent utilisé des déguisements, même lorsque cela n'était pas vraiment nécessaire, ce que Smith appelle de la self-indulgence, c'est-à-dire « l'art de se faire plaisir ».

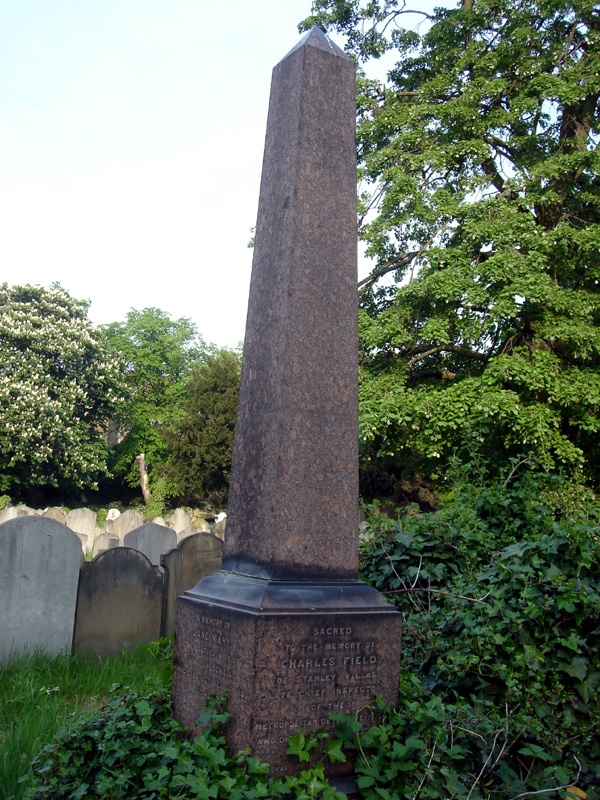
Monument funéraire de Field au cimetière de Brompton.

Il est inhumé au cimetière de Brompton à Londres, où il est mort en 1874, soit quatre années après son grand admirateur Charles Dickens.